# Jízdní pruh pro cyklisty

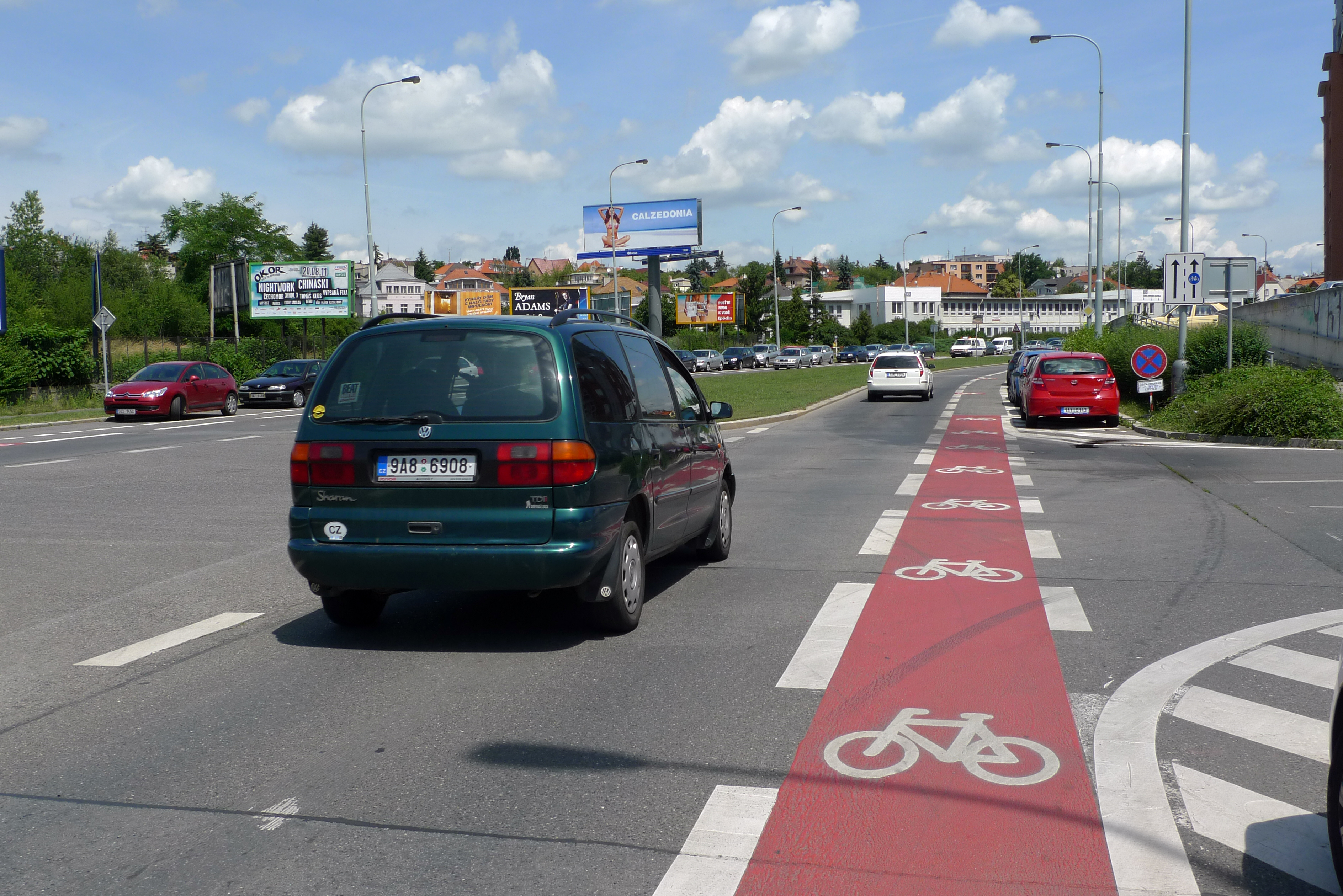
Vyhrazený jízdní pruh pro cyklisty v Praze v Počernické ulici v Praze 10

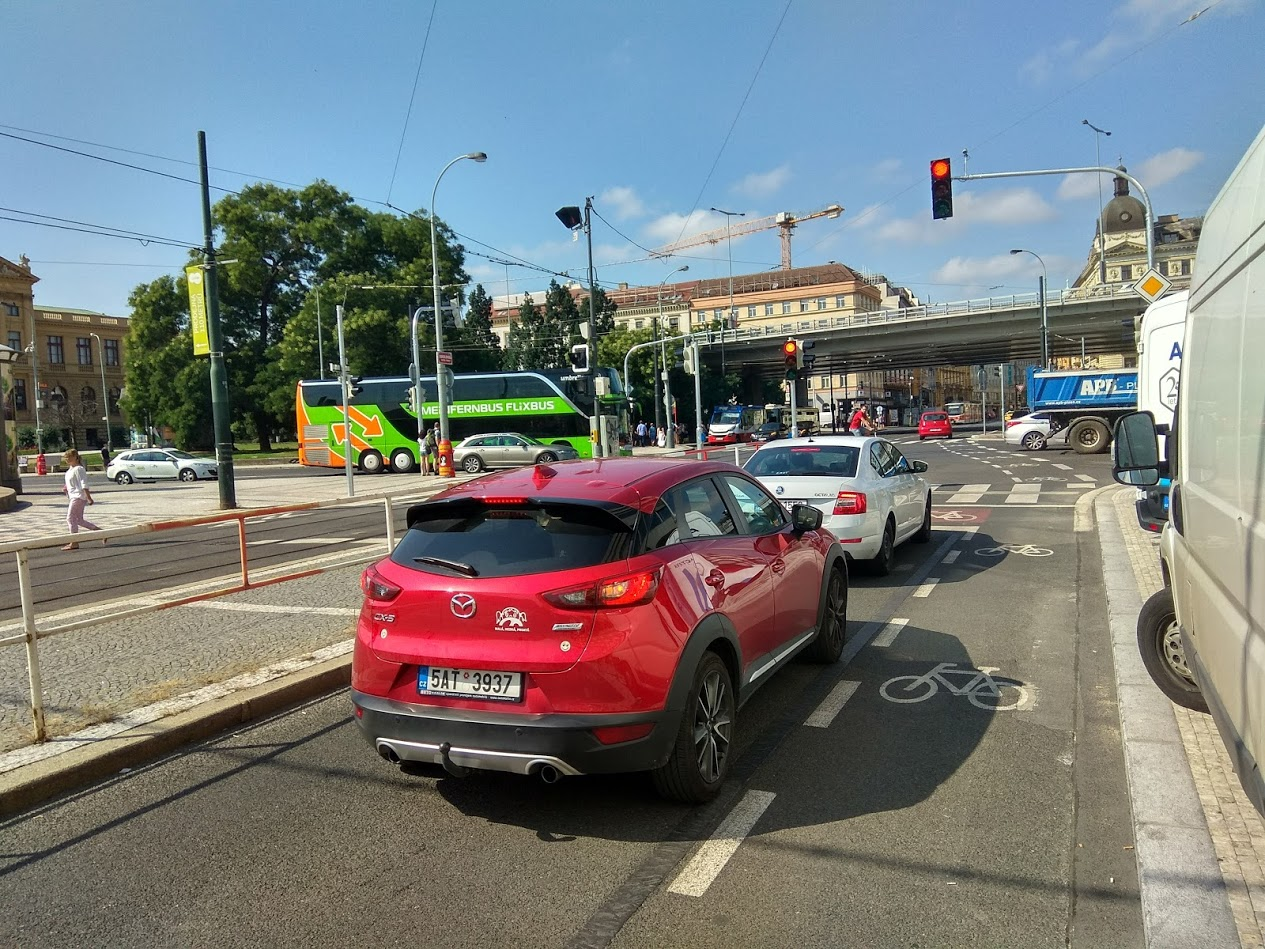
Jízdní pruh pro cyklisty v Praze v ulici Na Poříčí

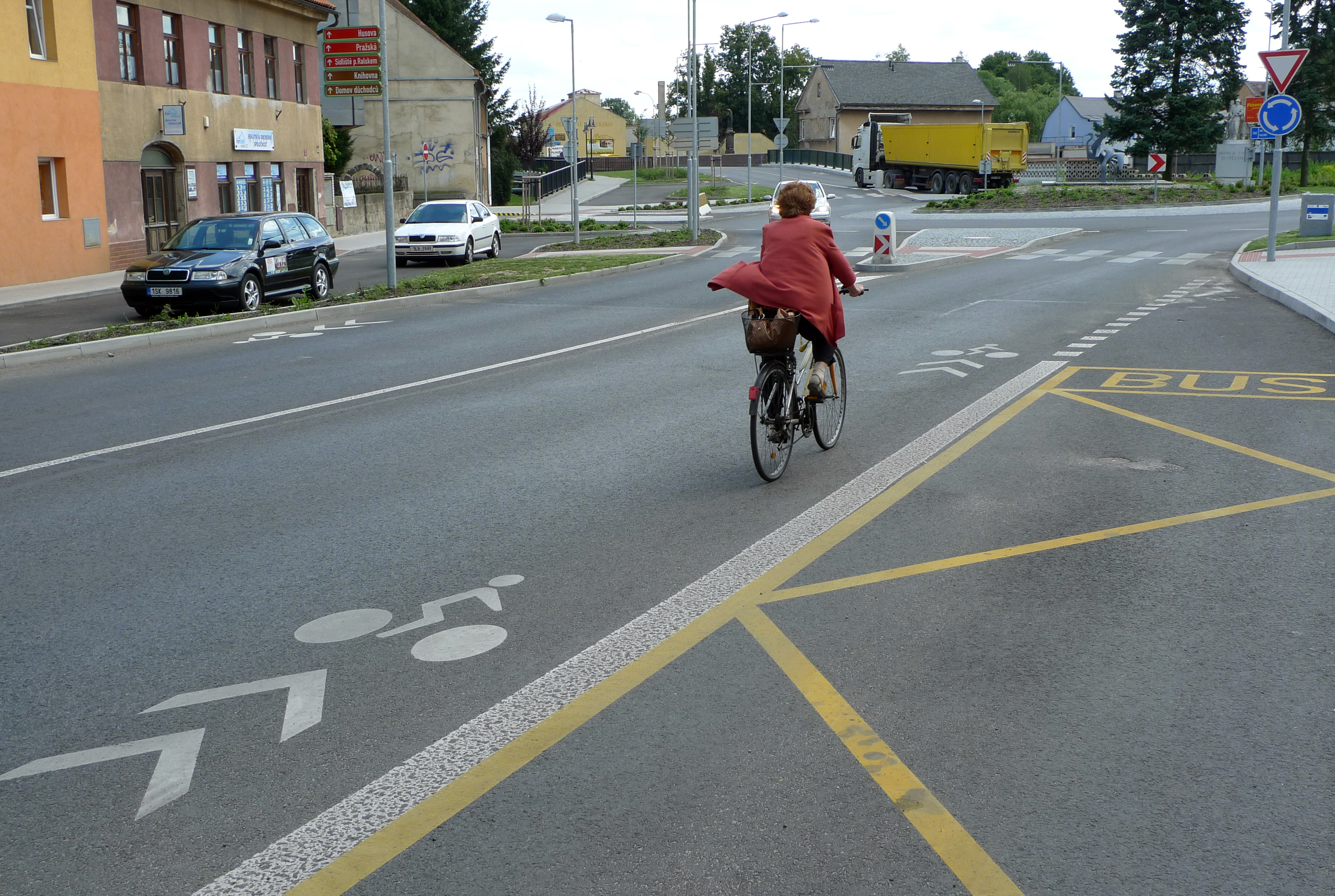
Piktokoridor pro cyklisty v Mimoni

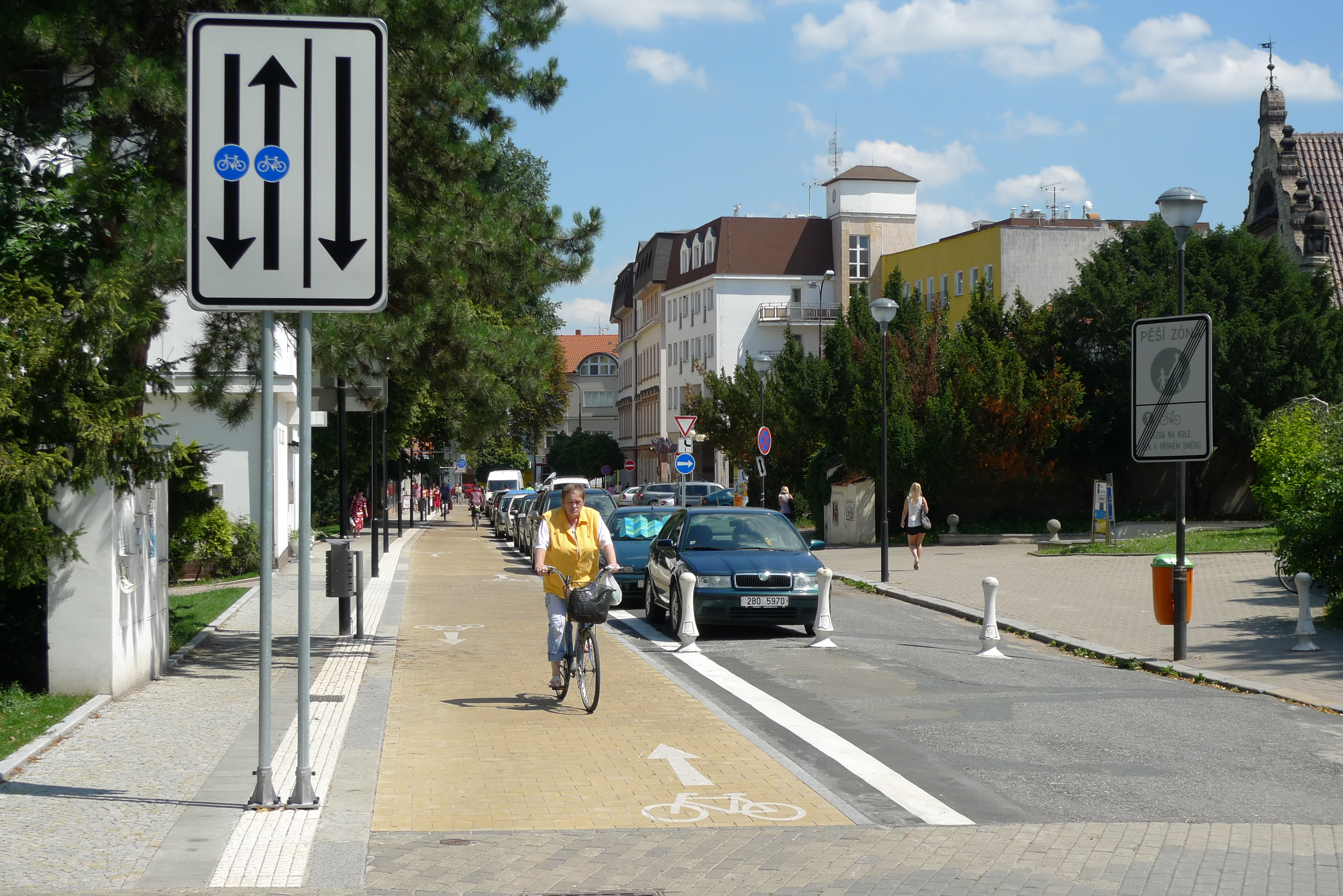
Jízdní pás v Poděbradech určený pro obousměrný provoz cyklistů. Dopravním uspořádáním jde spíše o stezku pro cyklisty, na svislé dopravní značce je však značena jako dvojice navzájem protisměrných vyhrazených jízdních pruhů pro cyklisty

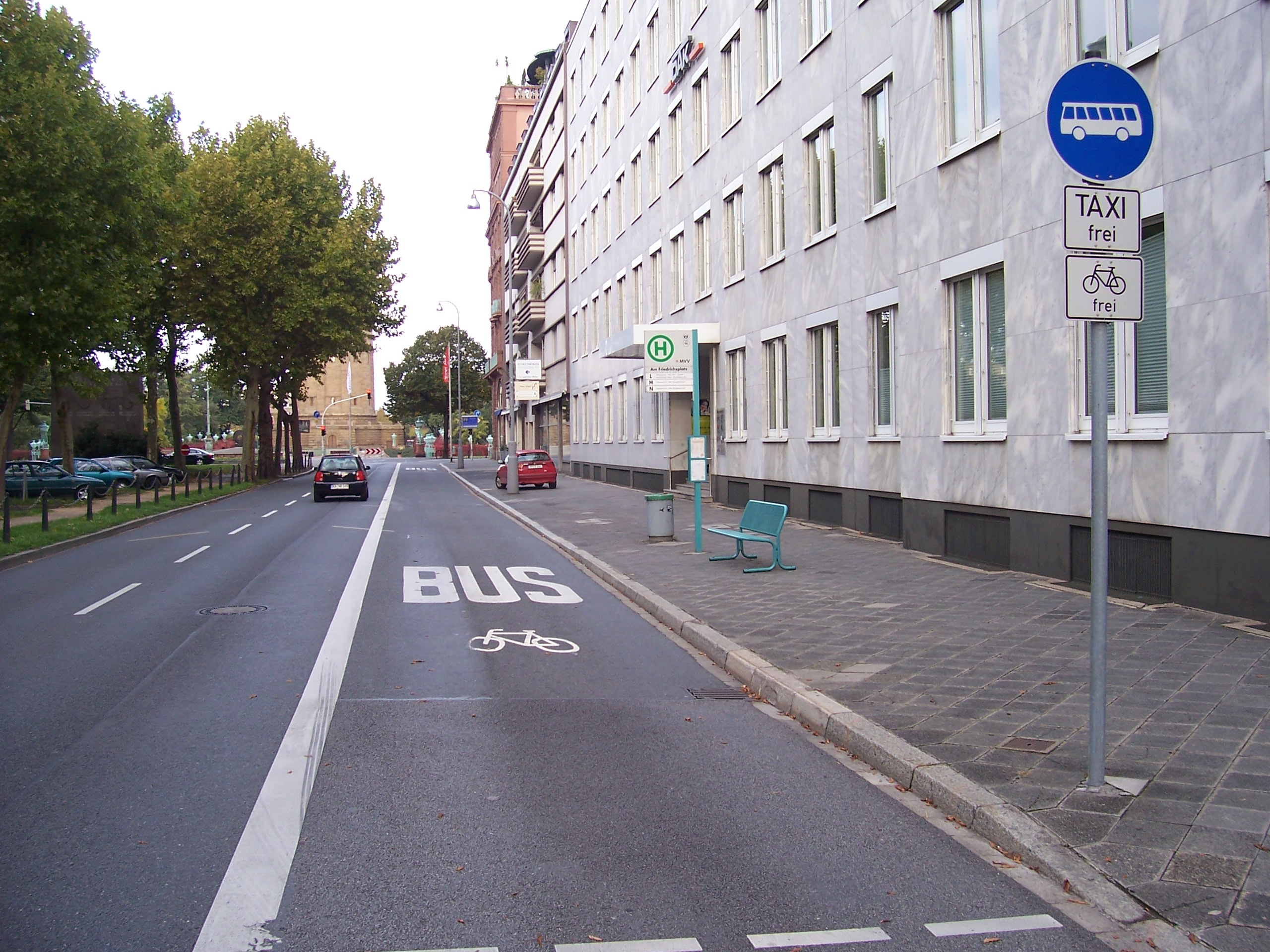
Vyhrazený jízdní pruh pro autobusy, s povoleným vjezdem taxislužby a cyklistů v Mannheimu v Německu

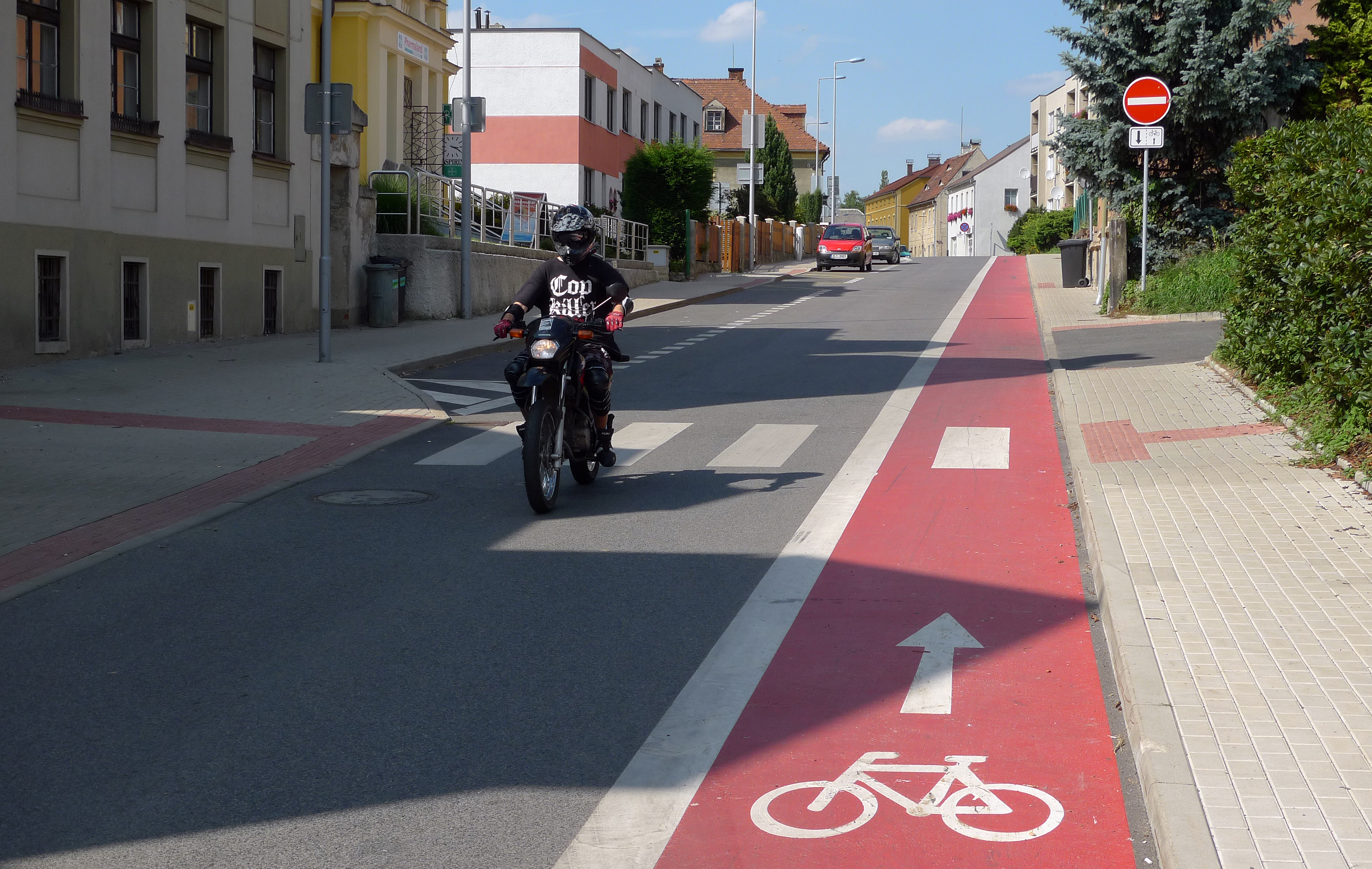
Cykloobousměrka v Hrádku nad Nisou

Jízdní pruh pro cyklisty, zkráceně cyklopruh je typ liniového dopravního opatření sloužícího k integraci cyklistů do hlavního dopravního prostoru. V České republice jej lze vyznačit jako jízdní pruh pro cyklisty nebo vyhrazený jízdní pruh pro cyklisty. Jedná se o druh nechráněné infrastruktury pro cyklisty, v případě fyzického oddělení jízdního pruhu pro cyklisty se může jednat o polochráněnou infrastrukturu.
Jízdní pruh pro cyklisty se z hlediska způsobu vyznačení i z hlediska pravidel provozu liší od jízdního pásu v přidruženém prostoru, který je označen jako stezka pro cyklisty a zpravidla od vozovky oddělený výškově (obrubníkem) nebo pásem zeleně podobně jako chodník. Za vyhrazený jízdní pruh pro cyklistu se nepovažuje ani pás pro cyklisty vyznačený na dělené stezce pro chodce a cyklisty.

## Dopravní řešení

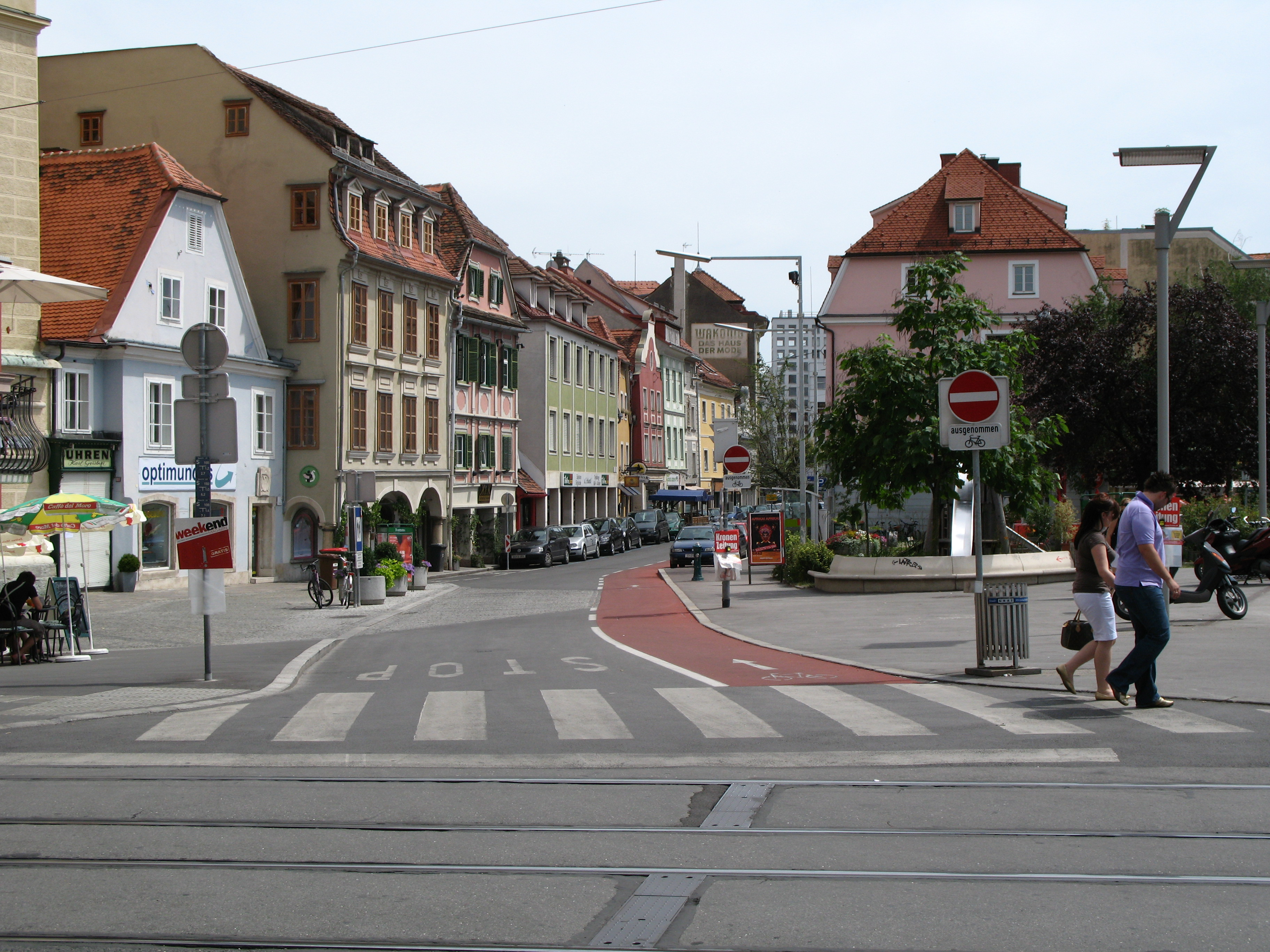
Obousměrný provoz cyklistů v jednosměrné ulici. Štýrský Hradec, Rakousko.

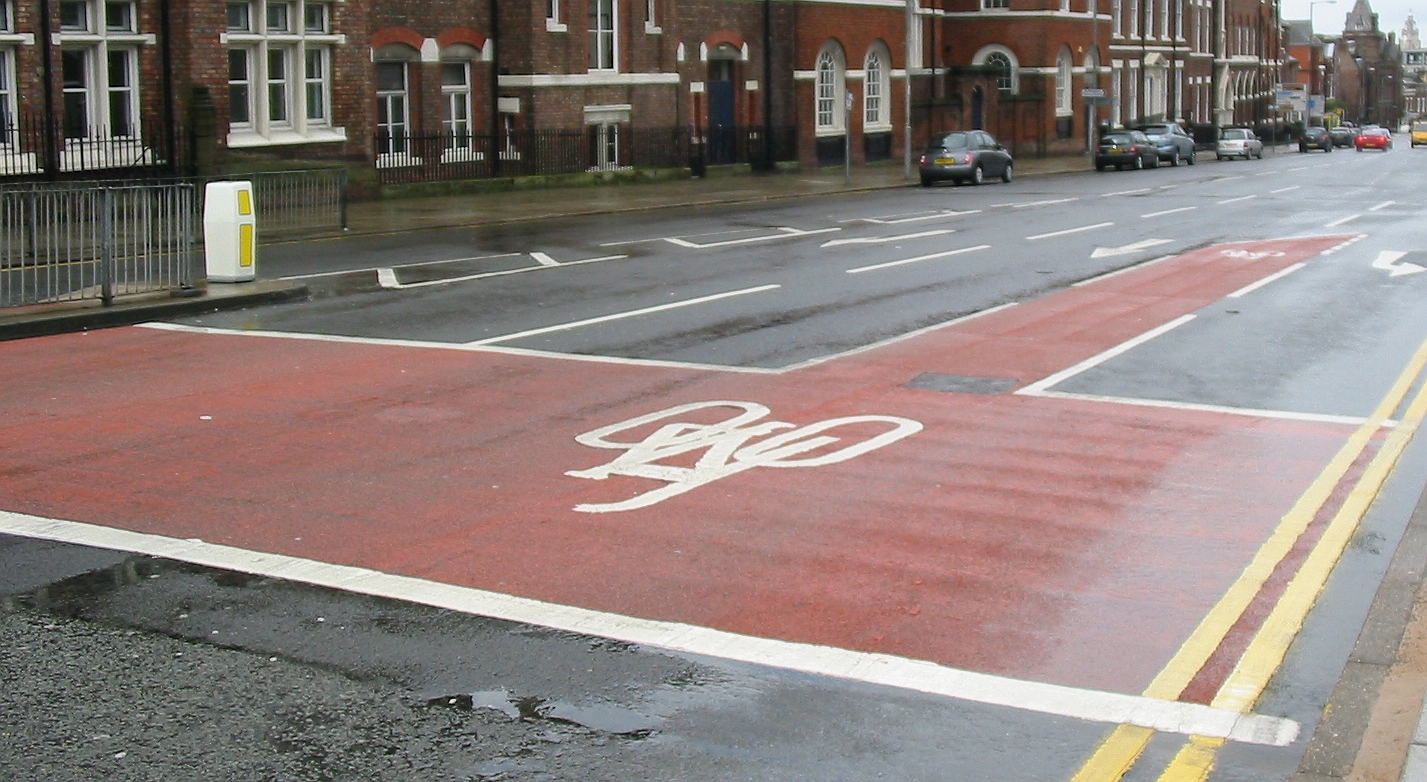
Cyklobox v Liverpoolu

Jízdní pruh pro cyklisty se obvykle zřizuje tam, kde není možné nebo vhodné zřídit oddělenou stezku pro cyklisty a/nebo kde by se cyklista zpravidla pohyboval automaticky v případě společného provozu (tedy i bez jejich realizace). Zpravidla je značen při pravém okraji vozovky. V některých městech jsou rozšířeny vyhrazené jízdní pruhy společné pro cyklisty a autobusy, případně taxi.
Zvláštním použitím cyklopruhu je jednosměrná komunikace s obousměrným provozem cyklistů, tedy komunikace, v níž pro jeden směr je jízdní pruh pro všechna vozidla a v opačném směru je jízdní pruh pro cyklisty (tzv. cykloobousměrky).
Na křižovatkách může být pro cyklisty zřízen tzv. cyklobox, vyčkávací prostor pro cyklisty vytvořený předsunoutou stopčárou. Odbočování z vyhrazeného jízdního pruhu je na některých místech řešeno nepřímým odbočením (také zvané odbočení ve dvou krocích, hákové odbočení, tah koněm), tedy buď společným odbočovacím pruhem pro cyklisty (cyklista se pak nemusí řadit do levé části vozovky) nebo tak, že odbočovací pruh pro odbočení cyklistů vlevo se nachází vpravo od průběžného cyklopruhu.

## Výhody a nevýhody
Z hlediska psychologického působení na jednotlivé účastníky provozu integrační opatření především napomáhají lepšímu vzájemnému vnímání cyklistů a řidičů motorových vozidel, předvídatelnějšímu chování, lepšímu vnímání společného dopravního prostoru a orientaci, vizuálním přerozdělením prostoru zklidňují provoz a v mnoha situacích tím usnadňují průjezd všem účastníkům silničního provozu. Z hlediska prostorového je při správné realizaci vhodně vybraných integračních opatření zaručen bezpečný a plynulý průjezd cyklistů a oproti běžnému společnému provozu jsou jasně garantovány nezbytné návrhové parametry, především šířkovým uspořádáním průjezdných profilů a bočních bezpečnostních odstupů.
Při špatném provedení hrozí kolize s kanálovými vpustmi a štěrkem při okraji vozovky. Potenciálně nebezpečný může být souběh s parkovacím pruhem a narušování průjezdu překážkami (neoprávněné parkující vozidla, odpadové kontejnery, skládky materiálu atd.).
Při zřizování jízdních pruhů pro cyklisty, tedy nechráněné infrastruktury pro cyklisty, dochází k integraci dopravy, která je zpravidla vhodná na komunikacích s rychlostmi do 30 km/h v obci a do 50 km/h mimo obec. Fyzicky oddělené vyhrazené jízdní pruhy, tedy polochráněnou infrastrukturu je možné zřizovat i na komunikacích s rychlostmi do 50 km/h v obci a do 70 km/h mimo obec, vzhledem k přítomnosti nechráněných křížení s ostatními vozidly.

## Historie
Pro zřizování vyhrazených jízdních pruhů pro cyklisty vytvořila legislativní prostor vyhláška č. 30/2001 Sb. tím, že s účinností od 31. ledna 2001 umožnila vyznačit vyhrazený jízdní pruh pro jiný druh vozidla (než autobus MHD nebo trolejbus, což byla do té doby jediná možnost) nebo pro určitý účel. Nevyhrazený „jízdní pruh pro cyklisty” byl v české legislativě zaveden 20. února 2016 novelou zákona č. 361/2000Sb., o provozu na pozemních komunikacích. Provedení jednotlivých opatření řeší Technické podmínky TP179, které nabyly platnosti dnem 1. června 2017.

## Značení

### Jízdní pruhy pro cyklisty
Jízdní pruhy pro cyklisty se označují pouze vodorovným dopravním značením se symbolem jízdního kola V14 a od ostatního provozu se oddělují podélnou čárou přerušovanou šířky 0,125 m. Barevně se zpravidla nepodbarvují. Jsou prostorově úspornější, počítá se zde s pojížděním jinými vozidly, které se nevejdou do přilehlého jízdního pruhu. Základní šířka je 1,5 m pro cyklopruh a 2,5 m pro přilehlý jízdní pruh.
Kilometry těchto pruhů byly od zavedení vyznačeny v Praze, nebo například v Olomouci, Břeclavi a Brně.

### Vyhrazené jízdní pruhy pro cyklisty

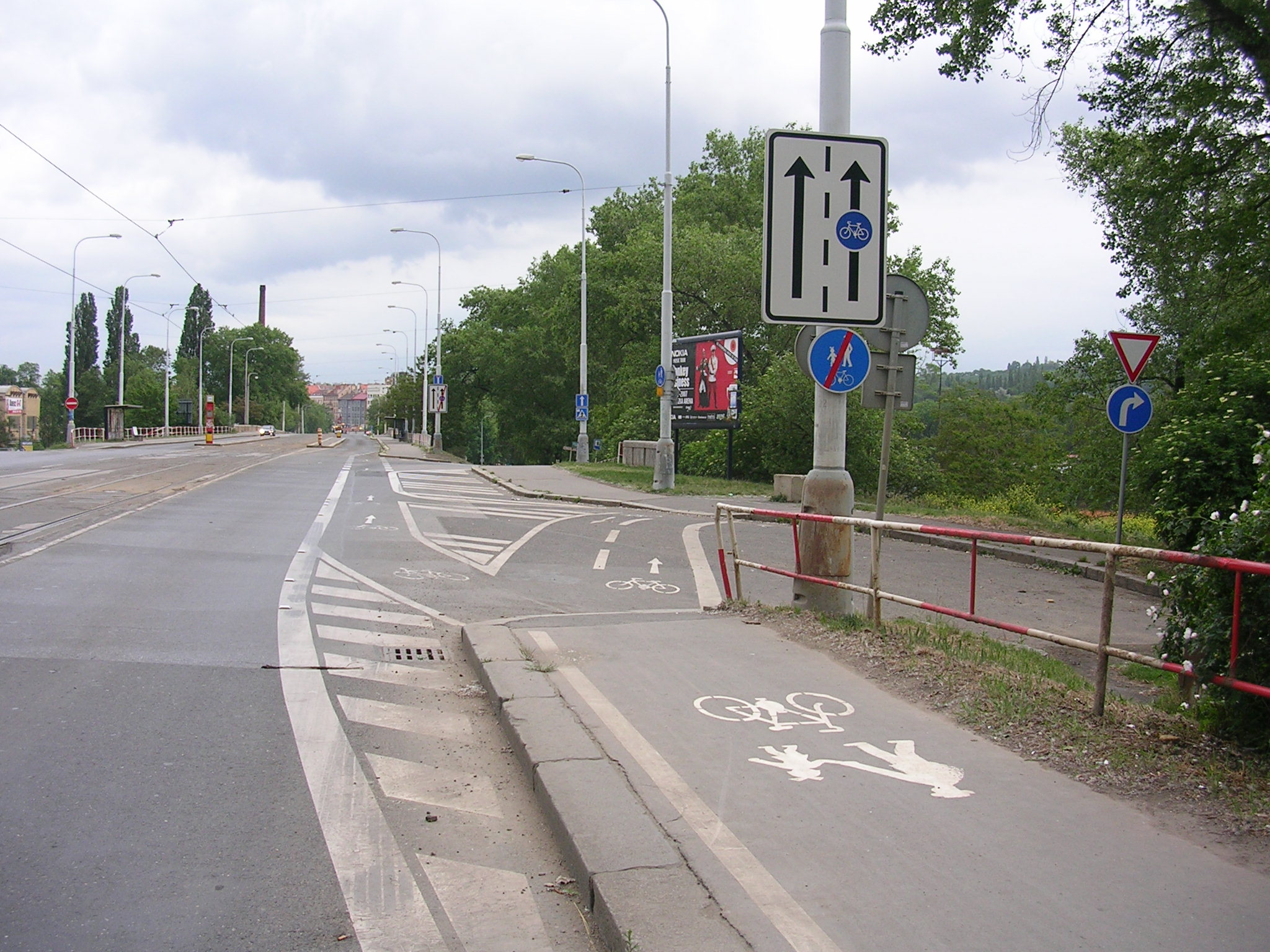
Vyhrazený jízdní pruh pro cyklisty je pojem odlišný od stezky pro cyklisty. Dopravní značka IP 20a „Vyhrazený jízdní pruh“ je doplněna dopravní značkou C 9b „Konec stezky pro chodce a cyklisty“. Praha, Libeňský most.

Vyhrazené jízdní pruhy se označují svislou dopravní značkou IP 20a a vodorovným dopravním značením se symbolem jízdního kola V14 a od ostatního provozu se oddělují podélnou čárou souvislou nebo přerušovanou šířky 0,25m. To je stejná šířka jako u vodící čáry. Platnost svislé dopravní značky vyhrazující jízdní pruh končí na vzdálenější hranici nejbližší následující křižovatky, pokud není dříve ukončena dopravní značkou IP 20b „Konec vyhrazeného jízdního pruhu“, IP 16 nebo IP 17 „Uspořádání jízdních pruhů“, IP 18a „Zvýšení počtu jízdních pruhů“, IP 18b „Snížení počtu jízdních pruhů“, IP 18c „Jízdní pruh pro pomalá vozidla“ nebo IP 19 „Řadicí pruhy“. Provoz v jízdním pruhu lze omezit nebo vyhradit také například dopravní značkouomezení v jízdním pruhu. Podobně lze určení jízdních pruhů vyznačit také na dopravních značkách, které určují uspořádání jízdních pruhů před křižovatkou. V prostoru křižovatky se vyhrazené jízdní pruhy značí jen vodorovným značením. V rizikových úsecích se pro zvýraznění mohou podbarvit červenou barvou.
Ze všech liniových opatření jsou vyhrazené pruhy pro cyklisty prostorově nejnáročnější. Nelze zde počítat s pojížděním jinými vozidly a základní šířka je 1,5 m pro cyklopruh a 3,25 m pro přilehlý jízdní pruh.

### Piktogramový koridor

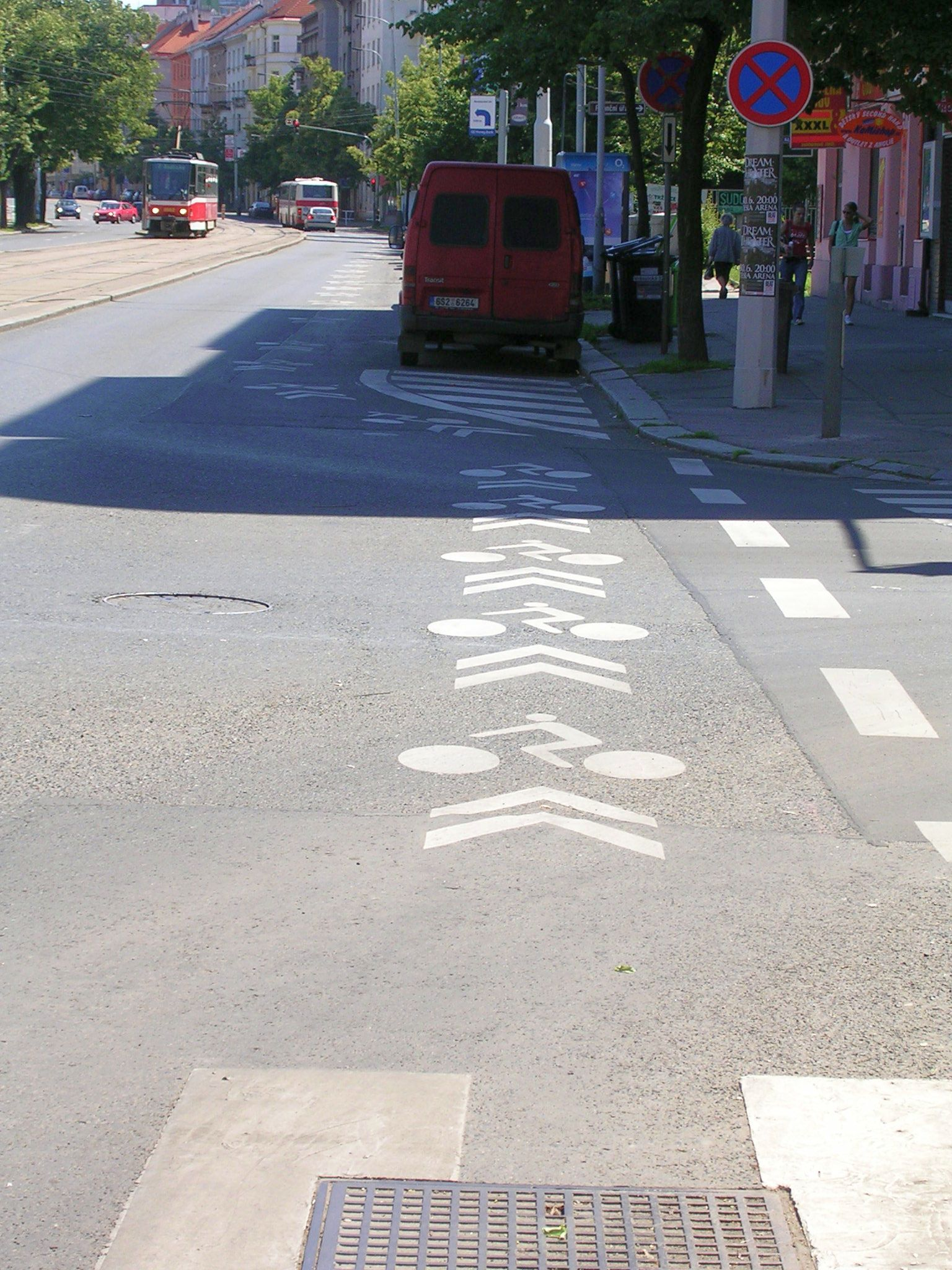
Cyklopiktokoridor na Vršovické ulici v Praze

Kromě jízdních pruhů pro cyklisty začaly být (například v Praze roku 2009) značeny na vozovkách i tzv. piktogramové koridory pro cyklisty. Ty mají pouze doporučující a výstražný charakter, cyklisté nemají povinnost je využívat a ostatní řidiči nemají zakázáno na ně vjíždět. Používají se jako doplňkové značení propojující jízdní pruhy pro cyklisty v zúžených prostorech nebo vyznačující způsob jízdy cyklistů ve společném vyhrazeném jízdním pruhu pro cyklisty a autobusy. Vyhláška č. 247/2010 Sb. toto značení oficiálně zavedla s účinností od 15. září 2010 pod názvem V 20 Piktogramový koridor pro cyklisty (do té doby bylo toto značení považováno za variantu značky V 15 Nápisy na vozovce).
První pražský cyklopiktokoridor byl vyznačen ve Vršovické ulici mezi ulicemi U Vršovického nádraží a Sportovní v květnu 2009, v letech 2009 a 2010 byly vyznačeny další v ulicích Vršovická a V Olšinách, Vinohradská, Černokostelecká, Terronská, Hartigova (tehdy Koněvova), Jugoslávských partyzánů, Milady Horákové, Dukelských hrdinů a nábřeží Kapitána Jaroše, Střešovická, Na Petřinách, Tupolevova, Českomoravská, Rohanské nábřeží a Vrbova.
Piktokoridory jsou postupně nahrazovány jízdními pruhy pro cyklisty v prostorech mimo křižovatky.

## Provoz
Do jízdního pruhu pro cyklisty mohou řidiči v podélném směru vjíždět i tehdy, není-li přilehlý jízdní pruh pro toto vozidlo dostatečně široký. Při vjíždění do jízdního pruhu pro cyklisty nesmí řidič ohrozit cyklistu jedoucího v tomto pruhu.
Do vyhrazeného jízdního pruhu pro cyklisty mohou ostatní vozidla do vyhrazeného jízdního pruh vjíždět nebo jej přejíždět jen ve vyjmenovaných případech a jejich řidiči přitom nesmí ohrozit ani omezit v jízdě vozidlo jedoucí ve vyhrazeném jízdním pruhu dle § 14 zákona č. 361/2000 Sb., o provozu na pozemních komunikacích.
Podle § 21 odst. 5 musí odbočující řidič dát přednost vozidlům ve vyhrazeném jízdním pruhu a cyklistům v jízdním pruhu pro cyklisty.
Přejíždí-li řidič z vyhrazeného jízdního pruhu do přilehlého jízdního pruhu, jsou řidiči v tomto jízdním pruhu povinni mu to umožnit, on je však nesmí ohrozit. Kdyby byl vyhrazený jízdní pruh pro cyklisty vyznačen na tramvajovém pásu (což by ovšem v praxi bylo nevhodné), měl by i cyklista, který by z takového jízdního pruhu odbočoval, přednost před souběžně jedoucími vozidly za obdobných podmínek jako tramvaj.
Provoz ve vyhrazeném jízdním pruhu pro cyklisty a jízdním pruhu pro cyklisty může být řízen běžnou světelnou signalizací nebo světelnými signály pro cyklisty. Mohou být použita také plná kruhová světla s dodatkovou tabulkou s vyobrazením cyklisty.
Ve vyhrazeném jízdním pruhu a jízdním pruhu pro cyklisty je podle § 27 odst. 1 písm. i) zák. č. 361/2000 Sb. zakázáno zastavení a stání.
Vyhrazený jízdní pruh pro cyklisty mohou, podobně jako stezku pro cyklisty, užívat kromě cyklistů (za něž jsou považováni i jezdci na koloběžce) podle § 57 odst. 7 zákona č. 361/2000 Sb. také osoby na lyžích, kolečkových bruslích nebo obdobném sportovním vybavení. Toto neplatí pro běžný jízdní pruh pro cyklisty.

## Situace v Česku

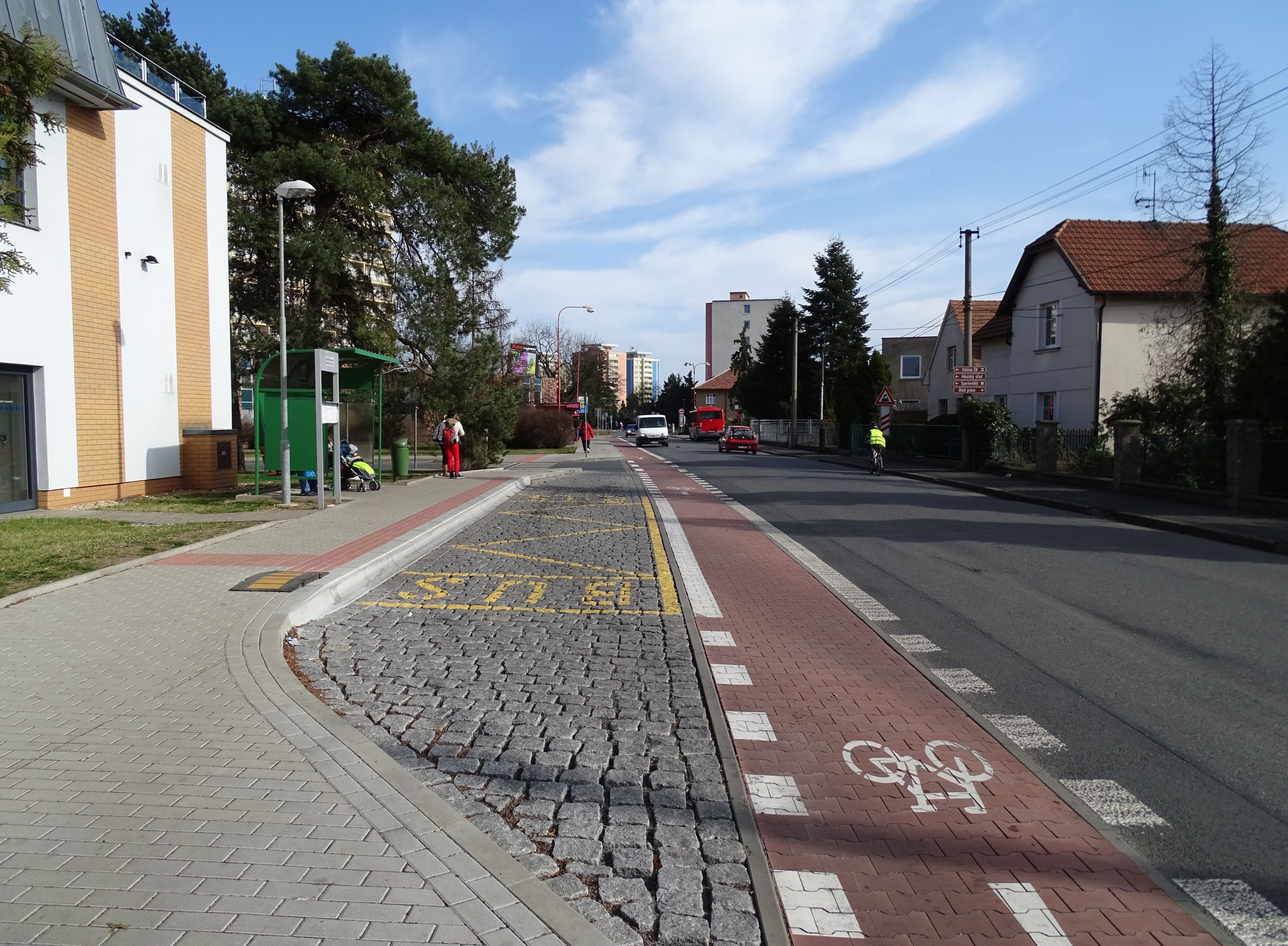
Dlážděný vyhrazený jízdní pruh pro cyklisty ve středočeských Neratovicích

V Praze začaly být intenzivněji zřizovány jízdní pruhy pro cyklisty kolem roku 2007.
Od května 2009 bylo v Praze určení vyhrazených jízdních pruhů pro autobusy Pražské integrované dopravy rozšířeno i na jízdní kola a taxi například v ulicích Českobrodská, Duškova, Horňátecká, Vrchlického, Vysočanská a Zálesí. Vodorovné značení těchto pruhů bylo upraveno během léta 2009.